# جورج تاون (جزر كايمان)
جورج تاون (بالإنجليزية: George Town)‏ عاصمة جزر كايمان . يبلغ عدد سكان المدينة 30.600 نسمة حسب إحصاء 2006 . تعتبر جورج تاون قلب جزر كايمان المالي حيث يقع بها أكثر من 600 مصرف . تحتوي المدينة على سفن سياحية، ميناء بضائع، مقهى هارد روك، وعدة مجمعات تجارية . يقع في المدينة مكاتب حكومية أبرزها الهيئة التشريعية، دور المحاكم، مبنى الحكومة والذي يضم بين جنباته مكتب رئيس الوزراء وموظفيه وموظفي الخدمة المدنية .

## المناخ
يظهر الجدول التالي التغييرات المناخية على مدار السنة لجورج تاون:
| البيانات المناخية لـجورج تاون                        | البيانات المناخية لـجورج تاون | البيانات المناخية لـجورج تاون | البيانات المناخية لـجورج تاون | البيانات المناخية لـجورج تاون | البيانات المناخية لـجورج تاون | البيانات المناخية لـجورج تاون | البيانات المناخية لـجورج تاون | البيانات المناخية لـجورج تاون | البيانات المناخية لـجورج تاون | البيانات المناخية لـجورج تاون | البيانات المناخية لـجورج تاون | البيانات المناخية لـجورج تاون | البيانات المناخية لـجورج تاون |
| الشهر                                                | يناير                         | فبراير                        | مارس                          | أبريل                         | مايو                          | يونيو                         | يوليو                         | أغسطس                         | سبتمبر                        | أكتوبر                        | نوفمبر                        | ديسمبر                        | المعدل السنوي                 |
| ---------------------------------------------------- | ----------------------------- | ----------------------------- | ----------------------------- | ----------------------------- | ----------------------------- | ----------------------------- | ----------------------------- | ----------------------------- | ----------------------------- | ----------------------------- | ----------------------------- | ----------------------------- | ----------------------------- |
| الدرجة القصوى قرينة الرطوبة                          | 39.2                          | 42.6                          | 43.3                          | 43.5                          | 45.4                          | 43.8                          | 45.5                          | 44.8                          | 44.8                          | 44.1                          | 43.1                          | 43.1                          | 45.5                          |
| الدرجة القصوى °م (°ف)                                | 32.2 (90.0)                   | 31.7 (89.0)                   | 32.2 (90.0)                   | 32.8 (91.0)                   | 33.9 (93.0)                   | 34.4 (94.0)                   | 34.4 (94.0)                   | 35.0 (95.0)                   | 34.4 (94.0)                   | 33.6 (92.4)                   | 32.8 (91.0)                   | 32.2 (90.0)                   | 35.0 (95.0)                   |
| متوسط درجة الحرارة الكبرى °م (°ف)                    | 28.2 (82.8)                   | 28.6 (83.4)                   | 29.1 (84.3)                   | 29.9 (85.9)                   | 30.7 (87.3)                   | 31.6 (88.9)                   | 32.2 (89.9)                   | 32.2 (89.9)                   | 31.7 (89.0)                   | 31.0 (87.8)                   | 29.6 (85.2)                   | 28.6 (83.5)                   | 30.3 (86.5)                   |
| المتوسط اليومي °م (°ف)                               | 25.8 (78.4)                   | 26.1 (79.0)                   | 26.6 (79.9)                   | 27.6 (81.7)                   | 28.5 (83.3)                   | 29.2 (84.6)                   | 29.6 (85.3)                   | 29.7 (85.5)                   | 29.3 (84.7)                   | 28.5 (83.3)                   | 27.5 (81.5)                   | 26.2 (79.2)                   | 27.9 (82.2)                   |
| متوسط درجة الحرارة الصغرى °م (°ف)                    | 22.3 (72.2)                   | 22.4 (72.3)                   | 22.7 (72.9)                   | 23.7 (74.6)                   | 24.7 (76.4)                   | 25.5 (77.9)                   | 25.7 (78.2)                   | 25.6 (78.0)                   | 25.3 (77.6)                   | 24.7 (76.5)                   | 24.1 (75.4)                   | 23.2 (73.8)                   | 24.2 (75.5)                   |
| أدنى درجة حرارة °م (°ف)                              | 15.0 (59.0)                   | 15.0 (59.0)                   | 16.1 (61.0)                   | 16.7 (62.0)                   | 17.2 (63.0)                   | 21.7 (71.0)                   | 20.6 (69.0)                   | 20.0 (68.0)                   | 21.1 (70.0)                   | 21.1 (70.0)                   | 18.0 (64.4)                   | 14.1 (57.3)                   | 14.1 (57.3)                   |
| معدل هطول الأمطار مم (إنش)                           | 52 (2.04)                     | 38 (1.50)                     | 34 (1.32)                     | 32 (1.27)                     | 151 (5.96)                    | 157 (6.20)                    | 147 (5.78)                    | 150 (5.90)                    | 222 (8.74)                    | 220 (8.65)                    | 154 (6.05)                    | 71 (2.79)                     | 1٬427 (56.20)                 |
| متوسط أيام هطول الأمطار                              | 3                             | 2                             | 2                             | 2                             | 6                             | 8                             | 6                             | 7                             | 10                            | 11                            | 7                             | 4                             | 68                            |
| متوسط الرطوبة النسبية (%)                            | 76                            | 76                            | 75                            | 75                            | 77                            | 78                            | 77                            | 78                            | 79                            | 79                            | 78                            | 78                            | 77                            |
| المصدر #1: National Weather Service (Cayman Islands) |                               |                               |                               |                               |                               |                               |                               |                               |                               |                               |                               |                               |                               |
| المصدر #2: Weather In Cayman                         |                               |                               |                               |                               |                               |                               |                               |                               |                               |                               |                               |                               |                               |

## أعلام
- جايسون إيبانكس
- أندريه ماكفرلين
- مارشال فوربس
- سيليتا إيبانكس
- بريت فرازير